# Fibbia di Pforzen

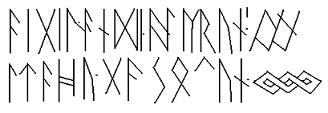
Copia dell'iscrizione runica rinvenuta sulla fibbia di Pforzen (cfr. Düwel, p.19)

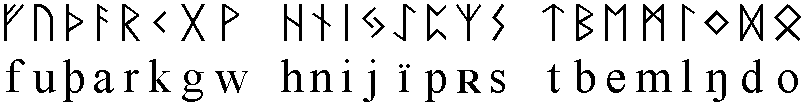
Alfabeto del Fuþark antico. R rappresenta una pronuncia del tardo proto-norreno, quella che nei primi dialetti proto-germanici è rappresentata dalla z

La fibbia di Pforzen è una fibbia in argento rinvenuta a Pforzen, in Algovia Orientale (Svevia) nel 1992.

## Datazione
La tomba alemannica in cui venne ritrovata (no. 239) è stata datata alla fine del VI secolo, ed apparteneva presumibilmente ad un guerriero. Quest'ultima affermazione è dovuta al fatto che la tomba conteneva anche una lancia, una spatha, uno scramasax ed uno scudo. Si crede che la fibbia abbia origini romano-mediterranee, probabilmente di fattura longobarda o gepide.

## Iscrizione
La fibbia riporta un'iscrizione runica davanti, incisa in un momento successivo alla sua creazione.
L'analisi linguistica dell'iscrizione mostra che è scritta in alto tedesco antico, e viene quindi considerato il più antico esempio di verso allitterativo di qualsiasi lingua germanica (mentre l'iscrizione dei corni d'oro di Gallehus, più antichi di circa un secolo, sono considerati il più antico esempio di line metrica nelle lingue germaniche settentrionali). Gli studiosi non hanno ancora raggiunto un consenso sull'esatto significato della scritta.

### Trascrizione
ᚨᛁᚷᛁᛚ᛫ᚨᚾᛞᛁ᛫ᚨᛇᛚᚱᚢᚾ᛫
ᛚᛏᚨᚻᚢ᛫ᚷᚨᛋᛟᚲᚢᚾ

### Traslitterazione
aigil andi aïlrun [ornamento o dedica]
ltahu (o elahu) gasokun [treccia ornamentale]

### Interpretazioni
Wagner legge l'ornamento finale della prima riga come una legatura composta da  (angi) ed unisce questo all'inizio della seconda riga, producendo la scritta angiltahu. Egli traduce questa iscrizione come: "Aigil e Ailrun rimproverarono Angiltah". Questa interpretazione è stata criticata per il fatto che:
1. l'incisore non aveva apparenti motivi per far ricorso ad una legatura complessa per questa parte di iscrizione
2. il termine ‘rimproverare’ non sembra degno di un'iscrizione effettuata su un oggetto sepolto con un guerriero

Düwel interpreta la fine della prima riga come un semplice ornamento, e l'inizio della seconda come una legatura formata da  (el), creando la traslitterazione elahu, che rappresenta l'accusativo plurale di elah(h)o "daino, cervo". L'intera frase diventerebbe quindi: Áigil andi Áilrun | élahu[n] gasókun. Il verbo gasókun viene interpretato come antica forma dell'alto tedesco antico gasahhan "abbandonare, negare, pentirsi", e tradotto come “Aigil e Ailrun maledirono i cervi (ovvero coloro mascherati da cervi)”. Questo passo viene visto come un riferimento alla tradizione pagana di indossare le pelli di cervi durante la celebrazione del nuovo anno. Quindi l'iscrizione sarebbe la dichiarazione fatta da una coppia (Aigil e Ailrun) di non voler partecipare alla celebrazione, probabilmente un segno della loro conversione al Cristianesimo.
Anche Nedoma vede un ornamento alla fine della prima riga, ed anche lui legge l'inizio della seconda come una legatura composta da  (íl), il che trasforma il tutto in Áigil andi Áilrun | Íltahu gasōkun. La traduzione che ne deriva e': "Aigil e Ailrun combatterono sul fiume Ilz". Il riferimento sarebbe ad Egil, l'arciere epico della mitologia norrena, raffigurato sul coperchio del cofanetto Franks insieme alla moglie (probabilmente Ailrun) impegnato in battaglia. Si tende a datare il cofanetto allo stesso periodo della fibbia di Pforzen.
Looijenga afferma che l'iscrizione mostra errori di scrittura. Supponendo che si tratti di un verso allitterato, egli interpreta la  all'inizio della seconda riga come segno di un'originale [a]l. Dopo la sua correzione le rune appaiono come Aigil andi Ailrūn | (a)l tahu gasokun, che traduce con: "Aigil e Ailrun vigorosamente combatterono/condannarono tutti". Suggerisce anche che il testo possa essere una citazione di una versione perduta del Völund.